# Сермеж
Се́рмеж (Сы́рмеж) — река в Поставском районе Витебской области и Мядельском районе Минской области Белоруссии. Приток реки Большой Перекоп. Относится к бассейну реки Неман.

## Описание
Река Сермеж начинается неподалёку от деревни Ясево Поставского района. Течёт по южной стороне Свенцянской возвышенности, протекает через озеро Кузьмичи. Впадает в реку Большой Перекоп юго-восточнее деревни Мельники.
Длина реки составляет 15 км. Площадь водосбора 35 км². Русло на протяжении 5,2 км канализовано: на участке 3,1 км до деревни Нарочь и 2,1 км до устья.
Корни названия Сермеж отличительно финно-угорские: сер (коми) — «река», мег, меж — «излучина», «мыс», «лука на реке».